# جون تشرشل (دوق مارلبورو الأول)
جون تشرشل الدوق الأول، لمارلبورو، وأمير ماندلهايم وعضو في وِسامُ رَبطَةِ السّاق (Order of the Garter) ومجلس الملكة الخاص (/[invalid input: 'icon']ˈmɑːrlbərə/ وغالبًا ما تُنطق /ˈmɔːlbrə/. ولد في 26 من مايو 1650م – 16 من يونيو 1722م النمط القديم) كان جنديًا إنجليزيًا ورجل دولة، امتدت حياته المهنية في ظل حكم خمسة ملوك. بدأ حياته المهنية كوصيف بسيط في البلاط الملكي لأسرة ستيوارت، حيث كان يخدم جيمس، دوق يورك في الفترة من 1670 وحتى أوائل 1680، ولكن بفضل شجاعته ومهاراته الدبلوماسية، ارتفع شأنه عسكريًا وسياسيًا. وقد ساعد تشرشل في تدعيم عرش الملك جيمس وذلك بعد أن أفشل تمرد مونماوث في عام 1685. ولكن بعد مضي ثلاث سنوات فقط، تخلى عن راعيه الكاثوليكي وتعهد بالولاء للأمير البروتستانتي الهولندي ويليام ملك أورانج. وكافأه الملك ويليام على خدماته بعد وصوله إلى العرش، فنصبه إيرلاً على مارلبورو. وقد تميز تشرشل بأدائه العسكري القوي في السنوات الأولى من حرب السنوات التسع، ولكن الاتهامات المستمرة الموجهة إليه من حركة اليعاقبة تسببت في سقوطه من منصبه وحبسه مؤقتًا في برج لندن. ولم يبلغ نفوذه ذروته ولم يستطع أن يحصن سمعته وثروته إلا في عهد الملكة آن التي تُوجت ملكة على بريطانيا عام 1702.
وبفضل زيجته من سارة جينينغز حادة الطباع – والتي تربطها بالملكة آن علاقة صداقة حميمية – تولى عددًا من المناصب القيادية، بدايةً من القائد العام للقوات البريطانية، ونهايةً بمنحه لقب دوق. بعد ذلك أصبح القائد الفعلي لقوات التحالف أثناء حرب الخلافة الإسبانية، وحقق انتصارات في معارك بلينهايم (1704)، وراميس (1706)، وأودينارد (1708)، ومَعْرَكة مَالبلاكِيت (1709)، ومن ثم؛ أعلت تلك الانتصارات من مكانته التاريخية فصار واحدًا من أعظم جنرالات أوروبا. ولكن علاقة زوجته المضطربة مع الملكة وما تبع ذلك من طردها من البلاط، كانت السبب الرئيس في سقوطه. فمع تسبب دلك في سخط الملكة عليه، ووقوعه بين شقي رحى الفصيلين السياسيين الكبيرين المتمثلين في المحافظين (التوري) والويج، أُجبر دوق مارلبورو على ترك منصبه والتعرض للمنفى الاختياري، وذلك رغم ما حققه من مجد ونجاح في عهد الملكة آن. وقد عاد إلى إنجلترا ليبسط نفوذه وتأثيره في ظل حكم بيت هانوفر وذلك مع تولي جورج الأول لعرش بريطانيا في عام 1714.
وقد جعله طموحه الغامر من أكثر رعايا الملكة آن ثراءً. كما استطاع أن يصبح جزءًا من نسيج السياسات الأوروبية بفضل نفوذ عائلته وعلاقاته (فقد كانت شقيقته أرابيلا خادمة الملك جيمس الثاني وجاريته، وصار ابنهما دوق بيرويك، واحدًا من أعظم مارشالات لويس الرابع عشر).
عززت قيادته لجيوش الحلفاء من ظهور بريطانيا كقوة عظمى. كما نجح في المحافظة على الوحدة بين الحلفاء، وذلك نتيجة لما يتمتع به من حنكة دبلوماسية. فضلاً عن أنه تمكن بقوة شخصيته من تشكيل تحالف من القوى المتنافرة، وقيادتهم في عشر حملات متتالية أثناء حرب الخلافة الإسبانية. كما طور الأسلحة البريطانية إلى مستوى لم تعرفه البلاد منذ العصور الوسطى. ورغم أنه في النهاية لم يستطع إرغام أعدائه على الاستسلام الكامل، إلا أن انتصاراته نهضت ببريطانيا وحولتها إلى قوة عظمى، وحققت لها الرخاء المتواصل على مدار القرن الثامن عشر.

## روابط خارجية
- جون تشرشل، دوق مارلبورو الأول على موقع الموسوعة البريطانية (الإنجليزية)